# Космическа писалка
Космическа писалка (на английски: space pen) е химикалка, разработена от фирмата Fisher Space Pen Co. за целите на астронавтиката, и функционира надеждно в условията на безтегловност.

## Необходимост
Повечето обикновени съвременни средства за писане не могат да се използват в условията на космическите кораби. Обикновената химикалка не може да се използва, защото за нормалното изтичане на мастилото е необходимо да има гравитация и затова с нея се пише надолу. Обикновеният молив може лесно да се счупи и по този начин да създаде опасности за космонавта, като плува във въздуха на кабината или даже може да предизвика късо съединение с графитната си част в електрически вериги.
Една популярна градска легенда гласи, че за целите на своите космически програми НАСА е изхарчила 1 милион долара (в някои варианти и много повече) за разработката на специална писалка, която да работи в условията на безтегловност. Съветските космонавти използвали за целта обикновен молив.

## История
Първият космонавт в света Юрий Гагарин независимо от краткия полет – 108 минути (една обиколка на Земята), е бил оборудван с планшет и графитен молив. Записки почти не си е водил, тъй като е трябвало да пише с ръкавиците на космическия си костюм и освен това скоро открива, че моливът е отлетял. Една от първите му бележки е, че предметите в кабината на космическия кораб трябва да бъдат закрепени.
НАСА също използва моливи, като през 1965 г. сключва договор за доставка на специални механични моливи, но поради разразилия се скандал заради цената, се отказва от договора.

## Разработка
Космическата писалка е разработена през 1965 г. Американецът Пол Фишер, без да бъде финансиран от НАСА, разработва с помощта на австрийския изобретател Фридрих Шехтер  и патентова самостоятелно през 1965 г. т.нар. антигравитационна писалка. Компанията Fisher Space Pen Co. е основана от предприемача Пол Фишер със седалище в Болдър сити, Невада, САЩ. Моделът AG7 e предложен за изпитания на НАСА. След двегодишни изпитания НАСА я поръчва и използва първо в Apollo 7. Междувременно се появяват подобни по параметри и характеристики писалки и от други производители.
През 1969 г. и СССР поръчва 100 бр. и 1000 пълнителя за своята космическа програма. Средната стойност на една писалка за проекта Apollo е възлизала на 6 долара.
Космонавтите и на САЩ, и на Русия използват тази писалка.

## Конструкция
Пълнителят на писалката е изработен изцяло от метал (с изключение на мастилото) и може да работи от температури от -45 до +120 °С. Използва се пишеща сачма от супер твърд волфрамов карбид, която е много прецизно монтирана, за да се избегне протичане. Мастилото е тиксотропно – в нормално състояние е твърдо и се втечнява при писане. Пълнителят съдържа газов патрон с азот под налягане от около 2,4 atm, в който един малък метален цилиндър натиска специалното мастило, което е херметично затворено. Според производителите с космическата писалка може да се пише във всяко положение, под водата, на гладки повърхности като стъкло и пластмаса и е много подходяща за хора, работещи в екстремни условия.